# Filmografia de Melissa Leo
Está é uma lista de filmes e séries de televisão da atriz americana Melissa Leo.

## Filmes
| Ano  | Titulo                                  | Papel                    | Notas |
| ---- | --------------------------------------- | ------------------------ | --- |
| 1984 | All My Children                         | Linda Warner             | |
| 1985 | Always                                  | Peggy                    | |
| 1985 | Streetwalkin                            | Cookie                   | |
| 1985 | Silent Witness                          | Patti Mullen             | |
| 1986 | Deadtime Stories                        | Judith "MaMa" Baer       | |
| 1988 | A Time of Destiny                       | Josie Larraneta          | |
| 1989 | The Young Riders                        | Emma Shannon             | |
| 1989 | Nasty Boys                              | Katie Morrisey           | TV |
| 1990 | The Bride in Black                      | Mary Margaret            | TV |
| 1991 | Carolina Skeletons                      | Cassie                   | TV |
| 1992 | Immaculate Conception                   | Hannah                   | |
| 1992 | Venice/Venice                           | Peggy                    | |
| 1993 | The Ballad of Little Jo                 | Beatrice Grey            | |
| 1993 | Homicide: Life on the Street            | Det. Sgt. Kay Howard     | |
| 1994 | Garden                                  | Elizabeth                | |
| 1995 | Last Summer in the Hamptons             | Trish                    | |
| 1995 | In the Line of Duty: Hunt for Justice   | Carol Manning            | TV |
| 1997 | Under the Bridge                        | Kathy                    | |
| 1999 | The 24 Hour Woman                       | Dr. Suzanne Pincus       | |
| 1999 | Code of Ethics                          | Jo DeAngelo              | |
| 2000 | Homicide: The Movie                     | Det. Sgt. Kay Howard     | |
| 2000 | Fear of Fiction                         | Sigrid Anderssen         | |
| 2003 | 21 Grams                                | Marianne Jordan          | Phoenix Film Critics Society de Melhor Atriz Principal Los Angeles Film Critics Association de Melhor Atriz Principal |
| 2004 | First Breath                            | Detective Waxman         | |
| 2004 | From Other Worlds                       | Miriam                   | |
| 2005 | Hide and Seek                           | Laura                    | |
| 2005 | Runaway                                 | Lisa Adler               | |
| 2005 | No Shoulder                             | Ruth                     | |
| 2005 | Patch                                   | Maelynn                  | |
| 2005 | The Three Burials of Melquiades Estrada | Rachel                   | |
| 2005 | American Gun                            | Louise                   | |
| 2005 | Confess                                 | Agnes Lessor             | |
| 2006 | Stephanie Daley                         | Miri                     | |
| 2006 | The Limbo Room                          | KC Collins               | |
| 2006 | Hollywood Dreams                        | Aunt Bee                 | |
| 2006 | The House is Burning                    | Mrs. Miller              | |
| 2006 | Falling Objects                         | Helga                    | |
| 2007 | Bomb                                    | Sharon                   | |
| 2007 | Midnight Son                            | Rita                     | |
| 2007 | Black Irish                             | Margaret McKay           | |
| 2007 | The Cake Eaters                         | Ceci                     | |
| 2007 | Racing Daylight                         | Sadie Stokes/Anna Stokes | |
| 2007 | I Believe in America                    | Soto                     | |
| 2007 | Mr. Woodcock                            | Sally Jansen             | |
| 2007 | One Night                               | Wendy                    | |
| 2008 | Frozen River                            | Ray Eddy                 | Independent Spirit Awards de Melhor Atriz Principal Santa Barbara International Film Festival de Melhor Atriz Principal Florida Film Critics Circle Award Oscar de melhor atriz Globo de Ouro de melhor atriz em filme Dramático BAFTA Award de melhor atriz em papel principal Austin Film Critics Association de melhor atriz Critics' Choice Award de melhor atriz National Society of Film Critics de melhor atriz Online Film Critics Society Award de melhor atriz Screen Actors Guild Award de melhor atriz MTV Movie Award de melhor performance de melhor atriz Boston Society of Film Critics de melhor atriz Chicago Film Critics Association Awards de melhor atriz Empire Awards, UK de melhor atriz Florida Film Critics Circle Awards de melhor atriz Las Vegas Film Critics Society Awards de melhor atriz Sociedade Nacional de Críticos Film Awards de melhor atriz New York Film Critics Circle Awards de melhor atriz Satellite Awards de Melhor Atriz Principal Kansas City Film Critics Circle Award de Melhor Atriz Principal London Film Critics Circle de Melhor Atriz Principal Online Film Critics Society de Melhor Atriz Principal Phoenix Film Critics Society de Melhor Atriz Principal Oklahoma Film Critics Circle de Melhor Atriz Principal Austin Film Critics Association de Melhor Atriz Principal Denver Film Critics Society de Melhor Atriz Principal Detroit Film Critics Society de Melhor Atriz Principal Nevada Film Critics Society de Melhor Atriz Principal St. Louis Gateway Film Critics Association de Melhor Atriz Principal Utah Film Critics Association de Melhor Atriz Principal Iowa Film Critics de Melhor Atriz Principal North Texas Film Critics Association de Melhor Atriz Principal Florida Film Critics Circle Awards de Melhor Atriz Principal |
| 2008 | The Alphabet Killer                     | Kathy Walsh              | |
| 2008 | Lullaby                                 | Stephanie                | |
| 2008 | Night of the Living Jews                | Jewish Mother]           | |
| 2008 | Santa Mesa                              | Maggie                   | |
| 2008 | Ball Don't Lie                          | Georgia                  | |
| 2008 | This is a Story About Ted and Alice     | Alice                    | |
| 2008 | Righteous Kill                          | Cheryl Brooks            | |
| 2008 | Why Stop Now                            | Penny                    | |
| 2009 | According to Greta                      | Karen                    | |
| 2009 | Stephanie's Image                       | Stephanie                | |
| 2009 | True Adolescents                        | Sharon                   | |
| 2009 | Veronika Decides to Die                 | Mari                     | |
| 2009 | Dear Lemon Lima                         | Mrs. Howard              | |
| 2009 | Don McKay                               | Marie                    | |
| 2009 | Everybody's Fine                        | Colleen                  | |
| 2010 | Treme                                   | Toni Bernette            | |
| 2010 | Welcome to the Rileys                   | Mrs. Lois Riley          | |
| 2010 | The Dry Land                            | Martha                   | |
| 2010 | The Space Between                       | Montine                  | |
| 2010 | The Fighter                             | Alice Ward               | Oscar de Melhor Atriz Coadjuvante Prémio Screen Actors Guild para Melhor Actriz Secundária num Filme Globo de Ouro de melhor atriz coadjuvante em cinema Boston Society of Film Critics de Melhor Atriz Coadjuvante Broadcast Film Critics Association de Melhor Atriz Coadjuvante Chicago Film Critics Association Award de Melhor Atriz Coadjuvante Dallas-Fort Worth Film Critics Association de Melhor Atriz Coadjuvante Florida Film Critics Circle Awards de Melhor Atriz Coadjuvante Independent Spirit Awards de Melhor Atriz Coadjuvante NAACP Image Awards de Melhor Atriz Coadjuvante New York Film Critics Circle Awards de Melhor Atriz Coadjuvante Phoenix Film Critics Society de Melhor Atriz Coadjuvante Washington D.C. Area Film Critics Association de Melhor Atriz Coadjuvante San Francisco Film Critics de Melhor Atriz Coadjuvante Satellite Awards de Melhor Atriz Coadjuvante - Cinema National Society of Film Critics Award de Melhor Atriz Coadjuvante Kansas City Film Critics Circle Award de Melhor Atriz Coadjuvante Indiana Film Critics Association Award de Melhor Atriz Coadjuvante Denver Film Critics Society Award de Melhor Atriz Coadjuvante Las Vegas Film Critics Society Awards de Melhor Atriz Coadjuvante London Film Critics Circle de Melhor Atriz Coadjuvante do Ano Detroit Film Critics Society Los Angeles Film Critics Association Central Ohio Film Critics Association Award de Melhor Atriz Coadjuvante Oklahoma Film Critics Circle de Melhor Atriz Coadjuvante St. Louis Gateway Film Critics Association de Melhor Atriz Coadjuvante Festival de Sundance de Melhor Atriz Coadjuvante BAFTA de melhor atriz coadjuvante em cinema |
| 2010 | Conviction                              | Nancy Taylor             | |
| 2011 | Red State                               | Sarah Cooper             | |
| 2011 | The Sea Is All I Know                   | Sara                     | |
| 2012 | Flight                                  | Ellen Block              | |
| 2012 | Why Stop Now                            | Penny Bloom              | |
| 2013 | Olympus Has Fallen                      | Ruth McMillan            | |
| 2013 | Oblivion (filme)                        | Sally                    | |
| 2013 | Lee Daniels' The Butler                 | Mamie Eisenhower         | |
| 2013 | Prisoners                               | Holly Jones              | |
| 2013 | Call Me Crazy: A Five Film              | Robin                    | |
| 2013 | Charlie Countryman                      | Charlie's mother         | |
| 2014 | The Angriest Man in Brooklyn            | Bette Altmann            | |
| 2014 | The Equalizer                           | Susan Plummer            | |
| 2014 | I Fought the Law                        | Alice McMillan           | |
| 2015 | London Has Fallen                       | Ruth McMillan            | |
| 2016 | Snowden                                 | Laura Poitras            | |

### Televisão
| Ano              | Titulo                          | Papel                                        | Notas                                                               |
| ---------------- | ------------------------------- | -------------------------------------------- | ------------------------------------------------------------------- |
| 1985             | The Equalizer                   | Irina Dzershinsky                            |                                                                     |
| 1987             | Spenser: For Hire               | Mary Hamilton                                |                                                                     |
| 1988             | Miami Vice                      | Kathleen Gilfords                            |                                                                     |
| 1989             | Gideon Oliver                   | Rebecca Hecht                                |                                                                     |
| 1993, 2002, 2008 | Law & Order                     | Alice Sutton / Sherri Quinn / Donna Cheponis |                                                                     |
| 1994             | Scarlett                        | Suellen O'Hara Benteen                       |                                                                     |
| 1998             | Legacy                          | Emma Bradford                                |                                                                     |
| 2004             | Veronica Mars                   | Julia Smith                                  |                                                                     |
| 2004             | CSI: Crime Scene Investigation  | Sybil Perez                                  |                                                                     |
| 2005             | Law & Order: Criminal Intent    | Maureen Curtis                               |                                                                     |
| 2005             | The L Word                      | Winnie Mann                                  |                                                                     |
| 2006             | Shark                           | Elizabeth Rourke                             |                                                                     |
| 2007             | Criminal Minds                  | Georgia Davis                                |                                                                     |
| 2007             | Cold Case                       | Tayna Raymes '94–'07                         |                                                                     |
| 2011             | Mildred Pierce                  | Lucy Gessler                                 | Emmy Awards De Melhor Atriz Coadjuvante em Mini-série ou Tele-filme |
| 2012             | Louie                           | Laurie                                       | Emmy Awards De Melhor Atriz Convidada em Série de Comédia           |
| 2015             | Wayward Pines                   | Nurse Pam                                    |                                                                     |
| 2016             | Snowden                         | Laura                                        |                                                                     |
| 2017             | The Most Hated Woman in America | Madalyn Murray O'Hair                        |                                                                     |